# غارة جوية على مستشفى قندوز
في 3 أكتوبر 2015، هاجمت طائرة حربية تابعة للقوات الجوية الأمريكية من طراز AC-130U مركز قندوز للصدمات الذي تديره منظمة أطباء بلا حدود (MSF) في مدينة قندوز، في الإقليم الذي يحمل نفس الاسم في شمال أفغانستان. قتل 42 شخصًا وأصيب أكثر من 30. ونددت منظمة أطباء بلا حدود بالحادثة ووصفتها بأنها انتهاك متعمد للقانون الإنساني الدولي وجريمة حرب. وذكرت كذلك أنه تم إخطار جميع الأطراف المتحاربة بشأن المستشفى وعملياته في وقت مبكر.
قال الجيش الأمريكي في البداية إن الضربة الجوية نُفذت للدفاع عن القوات الأمريكية على الأرض. وفي وقت لاحق، قال قائد القوات الأمريكية في أفغانستان، الجنرال جون إف كامبل، إن الغارة الجوية طلبت من قبل القوات الأفغانية التي تعرضت لنيران طالبان. وقال كامبل إن الهجوم كان «خطأ» و «لن نستهدف عن عمد منشأة طبية محمية». قال كامبل إن الغارة الجوية كانت قرارًا أمريكيًا تم اتخاذه في سلسلة القيادة الأمريكية. ذكر تقرير 15-6 للقيادة المركزية للولايات المتحدة أن افتقار الجنرال كامبل للتوجيه الاستراتيجي ونشر بعض قواعد الاشتباك كانا من العوامل الرئيسية المساهمة التي أدت إلى انهيار القيادة والسيطرة قبل الغارة الجوية. وزعمت مصادر مجهولة أن تسجيلات قمرة القيادة أظهرت أن طاقم الطائرة إيه سي -130 شكك في شرعية الضربة.
في 7 أكتوبر 2015، أصدر الرئيس باراك أوباما اعتذارًا وأعلن أن الولايات المتحدة ستقدم مدفوعات تعزية بقيمة 6000 دولار لعائلات القتلى في الغارة الجوية. وأجرى حلف الناتو ومجموعة مشتركة بين الولايات المتحدة وأفغانستان ووزارة الدفاع الأمريكية ثلاثة تحقيقات في الحادث. أصدرت وزارة الدفاع النتائج التي توصلت إليها في 29 أبريل 2016. دعت منظمة أطباء بلا حدود إلى إجراء تحقيق دولي ومستقل، قائلة إن القوات المسلحة التي نفذت الغارة الجوية لا يمكنها إجراء تحقيق محايد في أفعالها.

## الهجوم

### خلفية
في 28 سبتمبر 2015، استولى مسلحو طالبان على مدينة قندوز، وطردوا القوات الحكومية. وبعد وصول التعزيزات، بدأ الجيش الأفغاني، بدعم من الدعم الجوي الأمريكي، عملية هجومية لاستعادة السيطرة على المدينة. بعد عدة أيام من القتال، زعمت القوات الأفغانية أنها استعادت المدينة. ومع ذلك، استمر القتال، وفي 3 أكتوبر / تشرين الأول، ضربت غارة جوية بقيادة الولايات المتحدة مركز قندوز للصدمات الذي تديره منظمة أطباء بلا حدود وألحقت به أضرارًا بالغة، مما أسفر عن مقتل الأطباء والموظفين والمرضى.
أبلغت منظمة أطباء بلا حدود جميع الأطراف المتحاربة بموقع مجمع المستشفيات التابع لها. اتصل أفراد منظمة أطباء بلا حدود بالمسؤولين العسكريين الأمريكيين مؤخرًا في 29 سبتمبر / أيلول لإعادة تأكيد الموقع الدقيق للمستشفى. قبل يومين من الهجوم، قام كارتر مالكاسيان، مستشار هيئة الأركان المشتركة، بإرسال بريد إلكتروني إلى منظمة أطباء بلا حدود يسأل عما إذا كان هناك مسلحون من طالبان «يتحصنون» داخل المنشأة.

### الحادث

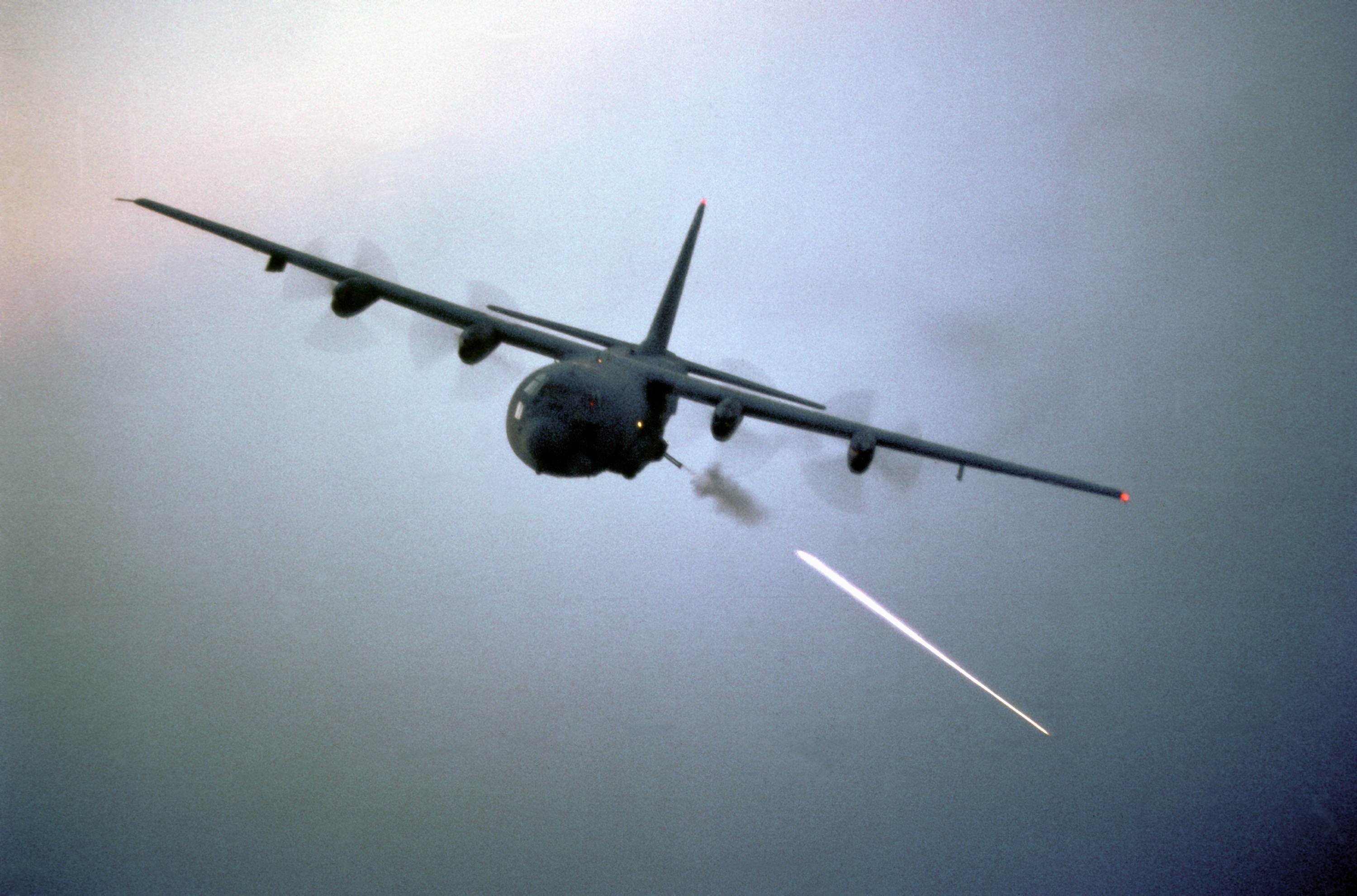
أطلقت طائرة أمريكية من طراز إيه سي -130 هرقل نيران أسلحتها

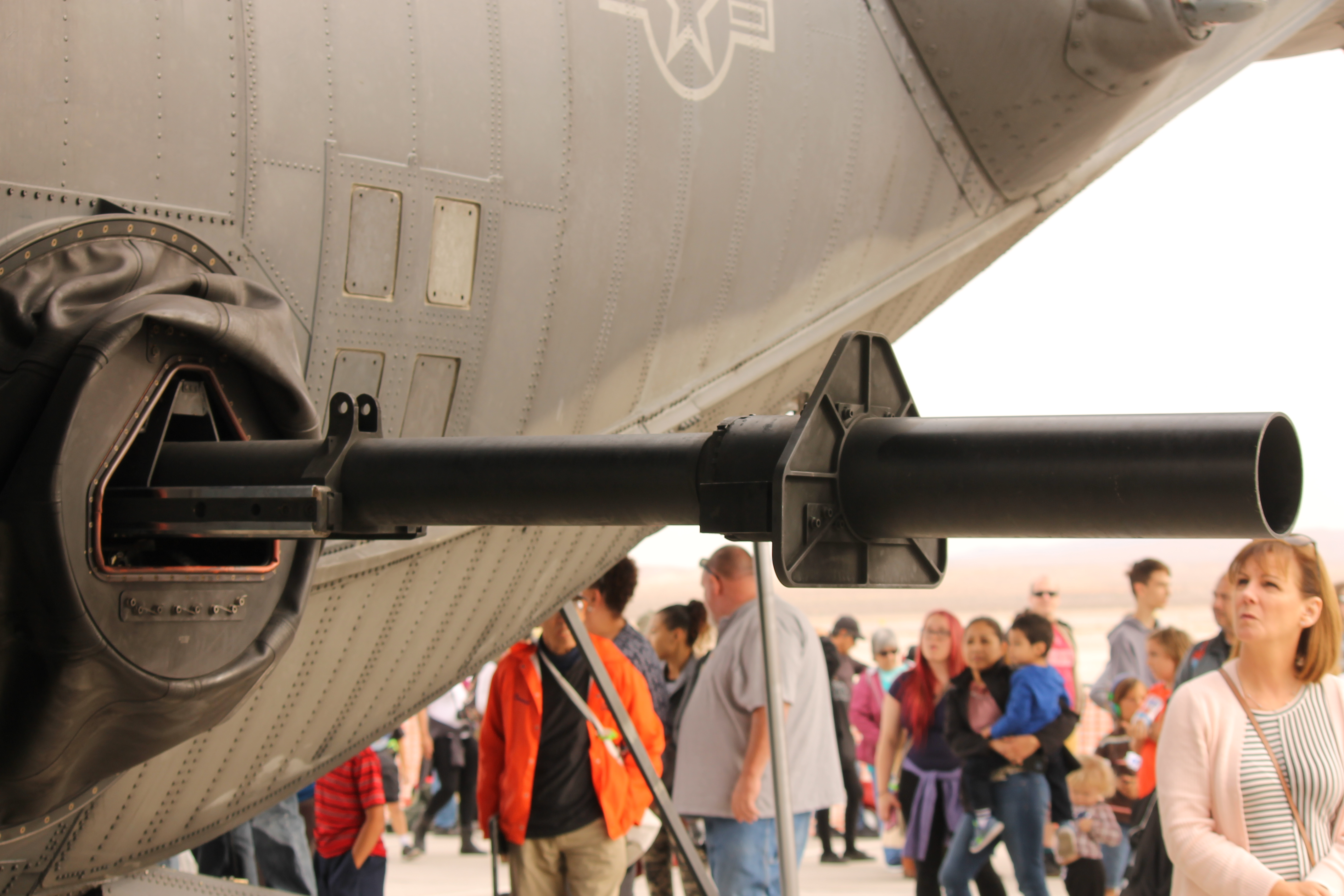
مدفع هاوتزر M102 على AC-130

أفادت منظمة أطباء بلا حدود أنه بين الساعة 02:08 والساعة 03:15 بالتوقيت المحلي (UTC +04: 30) ليلة 3 أكتوبر، تعرضت مستشفى قندوز التابع للمنظمة «لسلسلة من الغارات الجوية». وقالت المنظمة الإنسانية إن المستشفى «تعرض للقصف عدة مرات» أثناء الهجوم، وأن المبنى «دمر جزئيا». وأضافت أن المستشفى «أصيب بشكل متكرر ودقيق» وأن الهجوم استمر لمدة 30 دقيقة بعد أن اتصل طاقم منظمة أطباء بلا حدود بالمسؤولين الأمريكيين والأفغان. وذكرت وكالة أسوشيتد برس أن القوات الخاصة الأمريكية كانت على بعد نصف ميل من المستشفى وقت الهجوم، دافعة عن حاكم إقليم قندوز. وبالمثل، كانت القوات الأفغانية على بعد نصف ميل.

### التأكيد والاستجابة
قال الجيش الأمريكي في البداية إن هناك غارة جوية في المنطقة للدفاع عن القوات الأمريكية على الأرض، وأنه «ربما تكون هناك أضرار جانبية لمنشأة طبية قريبة». في 15 أكتوبر، أفادت ان بي سي نايتلي نيوز أنه وفقًا لمصادر وزارة الدفاع، فإن تسجيلات قمرة القيادة من حربية AC-130 المهاجمة «تكشف أن الطاقم تساءل بالفعل عما إذا كانت الضربة الجوية قانونية». وأكد جون إف كامبل قائد الولايات المتحدة وحلف شمال الأطلسي في وقت لاحق أن طائرة حربية أمريكية من طراز إيه سي -130 قامت بالهجوم على المستشفى، وأنه كان قرارًا أمريكيًا، خلافًا للتقارير السابقة التي أفادت بأن الغارة طلبت من قبل القوات الأفغانية المحلية تحت نيران طالبان. وأوضح أن قرار استخدام النيران الجوية «اتُخذ في إطار التسلسل القيادي الأمريكي». وقال كامبل إن الهجوم كان «خطأ» و «لن نستهدف عن عمد منشأة طبية محمية». دافع المتحدث باسم البيت الأبيض، جوش إيرنست، عن القوات الأمريكية، قائلاً إن وزارة الدفاع الأمريكية «تبذل جهودًا أكبر وتولي أهمية أكبر لتجنب وقوع إصابات بين المدنيين» أكثر من أي جيش آخر في العالم، وألمح إلى أن الولايات المتحدة قد تعوض الضحايا وعائلاتهم. اعتذر الرئيس الأمريكي باراك أوباما لرئيسة منظمة أطباء بلا حدود جوان ليو عن الحادث، قائلاً إنه كان خطأ وكان يهدف إلى استهداف مقاتلي طالبان. التزمت الولايات المتحدة بتقديم مدفوعات العزاء لأسر الضحايا والمساعدة في إعادة بناء المستشفى.
وأكد المتحدث باسم وزارة الداخلية الأفغانية صديق صديقي وقوع غارة جوية في 3 أكتوبر / تشرين الأول، قائلاً إن «10-15 إرهابياً يختبئون في المستشفى» وأكد مقتل العاملين بالمستشفى. وقالت وزارة الدفاع الأفغانية وممثل قائد الشرطة في قندوز إن مقاتلي طالبان كانوا يختبئون في مجمع المستشفى وقت الهجوم، وزعم الأخير أنهم كانوا يستخدمونه كدروع بشرية.
وقالت منظمة أطباء بلا حدود إنه لم يكن هناك مقاتلون من طالبان في المجمع. قال كريستوفر ستوكس، المدير العام لمنظمة أطباء بلا حدود في بلجيكا، في بيان صدر في أواخر 4 أكتوبر / تشرين الأول 2015: «إن منظمة أطباء بلا حدود تشعر بالاشمئزاز من التصريحات الأخيرة الصادرة عن بعض السلطات الحكومية الأفغانية والتي تبرر الهجوم على مستشفاها في قندوز. تشير هذه التصريحات إلى أن القوات الأفغانية والأمريكية قررت العمل معًا بهدم مستشفى يعمل بكامل طاقته على الأرض - مع أكثر من 180 موظف ومريض بالداخل - لأنهم يزعمون أن عناصر من طالبان كانوا حاضرين. وهذا يرقى إلى مرتبة الاعتراف بجريمة حرب». قال ستوكس: «لو كانت هناك عملية عسكرية كبيرة جارية هناك، لكان موظفونا سيلاحظون ذلك. ولم يكن هذا هو الحال عندما وقعت الضربات.» في 5 أكتوبر، أصدرت المنظمة بيانًا قالت فيه: «إن وصفهم [الأمريكي] للهجوم يتغير باستمرار - من أضرار جانبية، إلى حادثة مأساوية، إلى محاولة الآن نقل المسؤولية إلى الحكومة الأفغانية... لا يمكن أن يكون هناك أي مبرر لهذا الهجوم المروع».

## الشرعية
يحظر القانون الإنساني الدولي الهجمات على المرافق الطبية ما لم «تُستخدم خارج نطاق وظيفتها الإنسانية لارتكاب أعمال تضر بالعدو». حتى إذا كان المقاتلون الأعداء يستخدمون المنشأة بشكل غير لائق كمأوى، فإن قاعدة التناسب تحظر عادة مثل هذه الهجمات بسبب الاحتمال الكبير لسقوط ضحايا من المدنيين. قالت هيومن رايتس ووتش إن قوانين الحرب تتطلب من القوة المهاجمة إصدار تحذير، وانتظار وقت معقول للرد، قبل مهاجمة وحدة طبية يسيء المقاتلون استخدامها.
في وقت الغارات الجوية، كانت منظمة أطباء بلا حدود تعالج النساء والأطفال والمقاتلين الجرحى من طرفي النزاع. وتقدر منظمة أطباء بلا حدود أنه من بين 105 مرضى كانوا موجودين وقت الهجوم، أصيب ثلاثة أو أربعة من المقاتلين الحكوميين بجروح وحوالي 20 مريضًا أصيبوا بطالبان. وقال كريستوفر ستوكس، المدير العام لمنظمة أطباء بلا حدود: «هناك بعض التقارير العامة التي تفيد بأن الهجوم على مستشفانا يمكن تبريره لأننا كنا نعالج طالبان. المقاتلون الجرحى هم مرضى بموجب القانون الدولي، ويجب أن يكونوا في مأمن من الهجوم وأن يعالجوا دون تمييز. لا ينبغي أبدًا معاقبة الطاقم الطبي أو مهاجمته لتقديم العلاج للمقاتلين الجرحى».

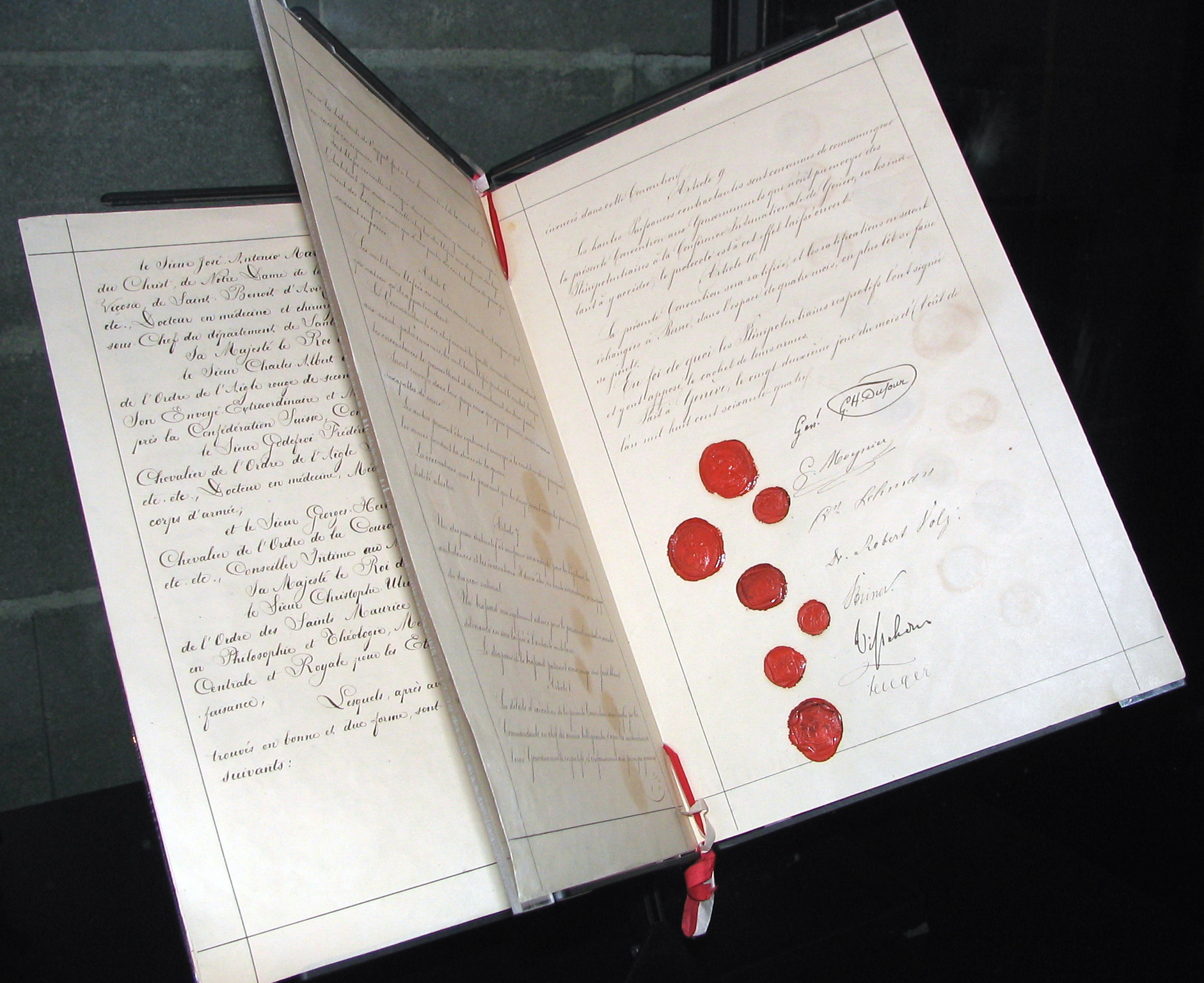
اتفاقيات جنيف الأصلية

المستشفيات في مناطق الحرب محمية بموجب اتفاقية جنيف الرابعة. واقترح المدعي العام السابق بالمحكمة الجنائية الدولية م. شريف بسيوني أن الهجوم يمكن مقاضاته باعتباره جريمة حرب بموجب الاتفاقيات إذا كان الهجوم متعمدًا أو إذا كان يمثل إهمالًا جسيمًا، مشيرًا إلى أنه «حتى لو ثبت أن مستشفى قندوز فقد هذا الحق من الحماية بسبب تسلل طالبان، سيتعين على الأفراد العسكريين الأمريكيين المسؤولين عن الهجوم إثبات أن قصف ذلك المستشفى كان ضرورة عسكرية»، حتى لو كانت قوات طالبان تستخدمه بالفعل كدرع بشري، أو يدعي أن الجيش لم يكن على علم بموقع المستشفى، مما يعرضه لخطر الملاحقة القضائية بسبب الإهمال. ومع ذلك، قال إنه من غير المرجح أن تُحاكم القضية في أي محكمة دولية، لأنه «من غير المرجح أن تسلم الولايات المتحدة أيًا من أفرادها العسكريين إلى هيئة خارجية لمقاضاتهم حتى بعد مواجهة نظامها القانوني العسكري». تكهنت إرنا باريس بأن القلق بشأن انتهاك القانون الدولي قد يكون سبب تأخر الولايات المتحدة في نشر تقريرها الخاص عن الهجوم. وعلقت قائلة: «ترك منظمة أطباء بلا حدود تتدلى من شأنه أن يقوض بشكل خطير قوانين الحرب المعمول بها».
في كتابه عن الهجوم، أشار محامي حقوق الإنسان جوناثان هورويتز إلى أنه «في ظل ظروف معينة ومحددة ومصممة بدقة، يمكن مهاجمة الأفراد حتى عندما لا ترقى أفعالهم إلى حمل أسلحة أو إطلاق النار على العدو. لكن هذا وحده لا يبرر بالضرورة الهجوم على المستشفى». وشدد على ضرورة إجراء تحقيق مستقل، مشيرا إلى أن السرية من جانب الولايات المتحدة وأفغانستان من شأنها الإضرار بأي تحقيق.

## اصابات
قبل 12 ديسمبر / كانون الأول، عندما تم الإعلان عن أرقام جديدة، ذكرت تقارير الضحايا 30 قتيلاً بينهم 13 عاملاً في منظمة أطباء بلا حدود (ثلاثة منهم أطباء)، وعشرة مرضى، وسبعة حروق لم يتم التعرف عليهم ولم يتم التعرف عليهم بعد. أفادت منظمة أطباء بلا حدود أن ستة من مرضى العناية المركزة أصيبوا بحروق في أسرتهم، وتوفي مريض آخر بعد أن اضطر الطاقم إلى ترك المريض على طاولة العمليات. وأفادوا بأن الموظفين الإثني عشر الذين قُتلوا كانوا جميعًا مواطنين أفغان، وأن جميع موظفيهم الدوليين الثلاثة الذين كانوا موجودين قد نجوا. أفادت مراجعة للحادث نشرتها منظمة أطباء بلا حدود في 7 نوفمبر / تشرين الثاني أن بعض الطاقم الطبي قُطع رأسه وفقد أطرافه بسبب الشظايا بينما أصيب آخرون من الجو أثناء محاولتهم الفرار من المبنى المحترق.
في 12 ديسمبر / كانون الأول، أصدرت منظمة أطباء بلا حدود تقريراً جديداً بعد «تحقيق شامل [تضمن] تمشيط أنقاض المستشفى للعثور على رفات بشرية أخرى، وإجراء مقابلات مع أفراد عائلات الضحايا المفقودين، والتحقق من المستشفيات الأخرى». والرقم الجديد لعدد الوفيات «42 شخصا على الأقل» من بينهم 14 موظفا و 24 مريضا وأربعة من أقارب المرضى.

## إخلاء المستشفيات وإغلاقها
جعل الهجوم المستشفى غير صالح للعمل. تمت إحالة جميع المرضى في الحالات الحرجة إلى مقدمي خدمات آخرين، وتم إجلاء جميع موظفي منظمة أطباء بلا حدود من قندوز. قبل القصف، كان مستشفى أطباء بلا حدود هو المنشأة الطبية النشطة الوحيدة في المنطقة. لقد كان مركز الصدمات الوحيد في شمال شرق أفغانستان. في عام 2014، تم علاج أكثر من 22000 مريض في هذا المركز الطارئ للصدمات وأجريت أكثر من 5900 عملية جراحية.

## ما بعد الكارثة

### اتهامات بالتغطية الصحفية المنحازة
جلين غرينوالد من The Intercept اتهم سي إن إن ونيويورك تايمز ب «التعتيم عمداً على من نفذ هجوم المستشفى الأفغاني» خلال الست وثلاثين ساعة الأولى بعد الغارة الجوية، زاعمًا أن تقاريرهم كانت «تهدف إلى التشويش على من نفذ هذه الفظائع».

#### التحقيق الداخلي الأمريكي والاعتذار والتعويضات

شعار منظمة أطباء بلا حدود

### التحقيقات